# Biskupi Sale
Lista biskupów diecezji Sale w Australii, powstałej 10 maja 1887.

## Biskupi ordynariusze diecezji Sale
- James Francis Corbett 1887-1912
- Patrick Phelan 1912-1925
- Richard Ryan 1925-1957
- Patrick Lyons 1957-1967
- Arthur Fox 1967-1981
- Eric D’Arcy 1981-1988
- Jeremiah Coffey 1988-2008
- Christopher Prowse 2009-2013
- Patrick O’Regan 2014-2020
- Gregory Bennet od 2020